# Sara Olsvigová
Sara Johanne Kruse Olsvigová (nepřechýleně Olsvig; * 26. září 1978 Nuuk) je grónská politička, bývalá ministryně a bývalá předsedkyně strany Inuitské společenství.

## Životopis
Sara Olsvigová je dcerou ředitele Højskole Larse Olsviga (* 1951) a dánské učitelky Anne Mette Karlssonové (* 1955).
V roce 1996 působila jako lodní asistentka na výcvikové lodi Georg Stage. V roce 1998 dokončila školu ve Frederikshavnu. Poté začala studovat kulturní a sociální dějiny na Grónské univerzitě a v roce 2002 získala bakalářský titul. Poté až do roku 2008 studovala antropologii na Kodaňské univerzitě, kde získala magisterský titul (Cand.scient.anth). V letech 2005 až 2011 zastupovala Inuitskou cirkumpolární radu (ICC) v OSN a od roku 2009 byla koordinátorkou pro lidská práva a naposledy výkonnou ředitelkou ICC.
Sara Olsvigová v roce 2011 kandidovala ve volbách do Folketingu, získala více než třetinu všech hlasů a stala se poslankyní. Kandidovala také v parlamentních volbách v roce 2013 a získala třetí nejvyšší počet hlasů ze všech kandidátů své strany, což jí zajistilo mandát v Grónském parlamentu. V nových volbách v následujícím roce získala dokonce nejvíce hlasů ze všech kandidátů. V témže roce také vystřídala Kuupika Kleista ve funkci předsedy strany, poté si vzala dovolenou ve Folketingu a na její místo nastoupil Johan Lund Olsen.
V roce 2016 byla jmenována ministryní pro rodinu, rovnost, sociální věci a spravedlnost v druhé Kielsenově vládě, přičemž si ponechala mandát poslankyně Grónského parlamentu. V parlamentních volbách v roce 2018 opět získala nejvíce hlasů ze všech kandidátů. 29. října 2018 rezignovala na funkci předsedkyně strany a poslankyně. Jako hlavní důvod uvedla nespokojenost s politickým prostředím v Grónsku. 1. prosince ji ve funkci předsedy Inuitského společenství vystřídal Múte Bourup Egede.
V únoru 2019 se stala vedoucí programu UNICEF v Grónsku. V prosinci 2019 byla jmenována předsedkyní Rady pro lidská práva v Grónsku. V červnu 2020 ji v UNICEF Grónsko nahradila Maliina Abelsenová, aby mohla pokračovat v doktorandském studiu na Grónské univerzitě.

## Rodina
Sara Olsvigová je svobodná, ale s architektem Johanem Rosbachem má dceru Navaranu.